# Look-populierenroest
De look-populierenroest (Melampsora allii-populina) is een schimmel behorend tot de familie Melampsoraceae. Het is een heteroecische biotrofe parasiet. Hij vormt spermogonia en aecia op Allium, Leopoldia en Arum en uredinia en telia op Populus. 

## Kenmerken
Spermogonia
De oranjegele, kegelvormige spermogonia zitten in dichte groepen op de bovenkant van de bladeren.
Aecia
De oranje, 1 mm grote aecia zitten in groepjes op de gele plekken. Ze hebben geen peridium.
Uredinia
De oranje, 1 mm grote uredinia zitten overwegend op de voorkant van de bladeren. De urediniosporen zijn langgerekt en hebben een grof gestekelde wand, die aan de top echter glad is.
Telia
De tot 1 mm grote zwartbruine, kussenvormige telia zitten op de achterkant van de bladeren. De 1-cellige teliosporen zijn zuilvormig.

## Fotogalerij

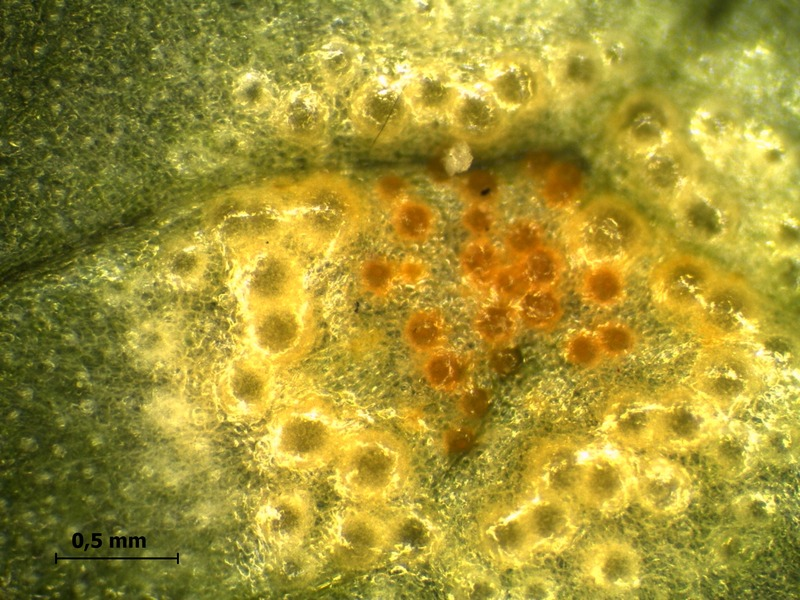
Aecia op gevlekte aronskelk
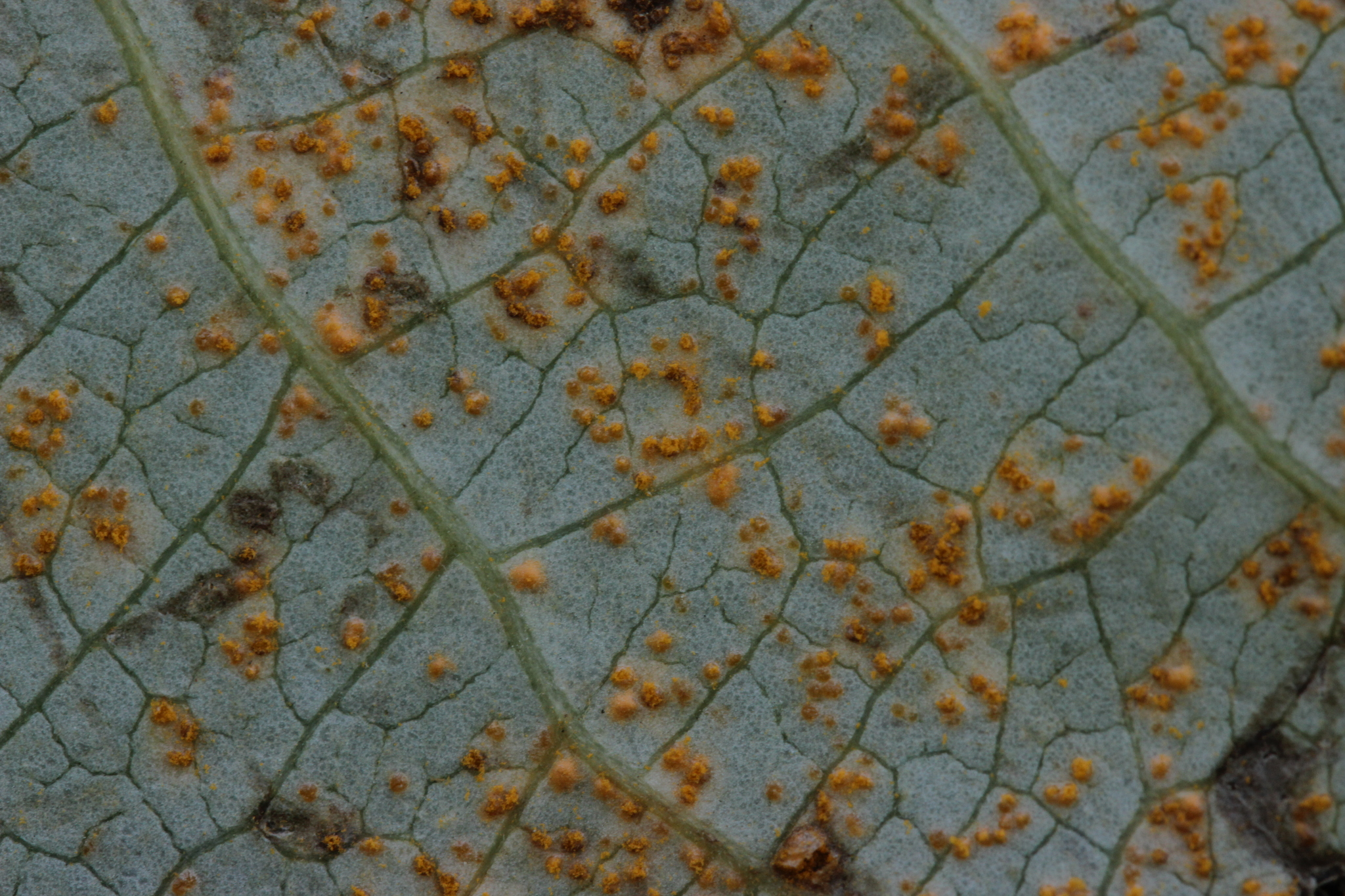
Uredinia
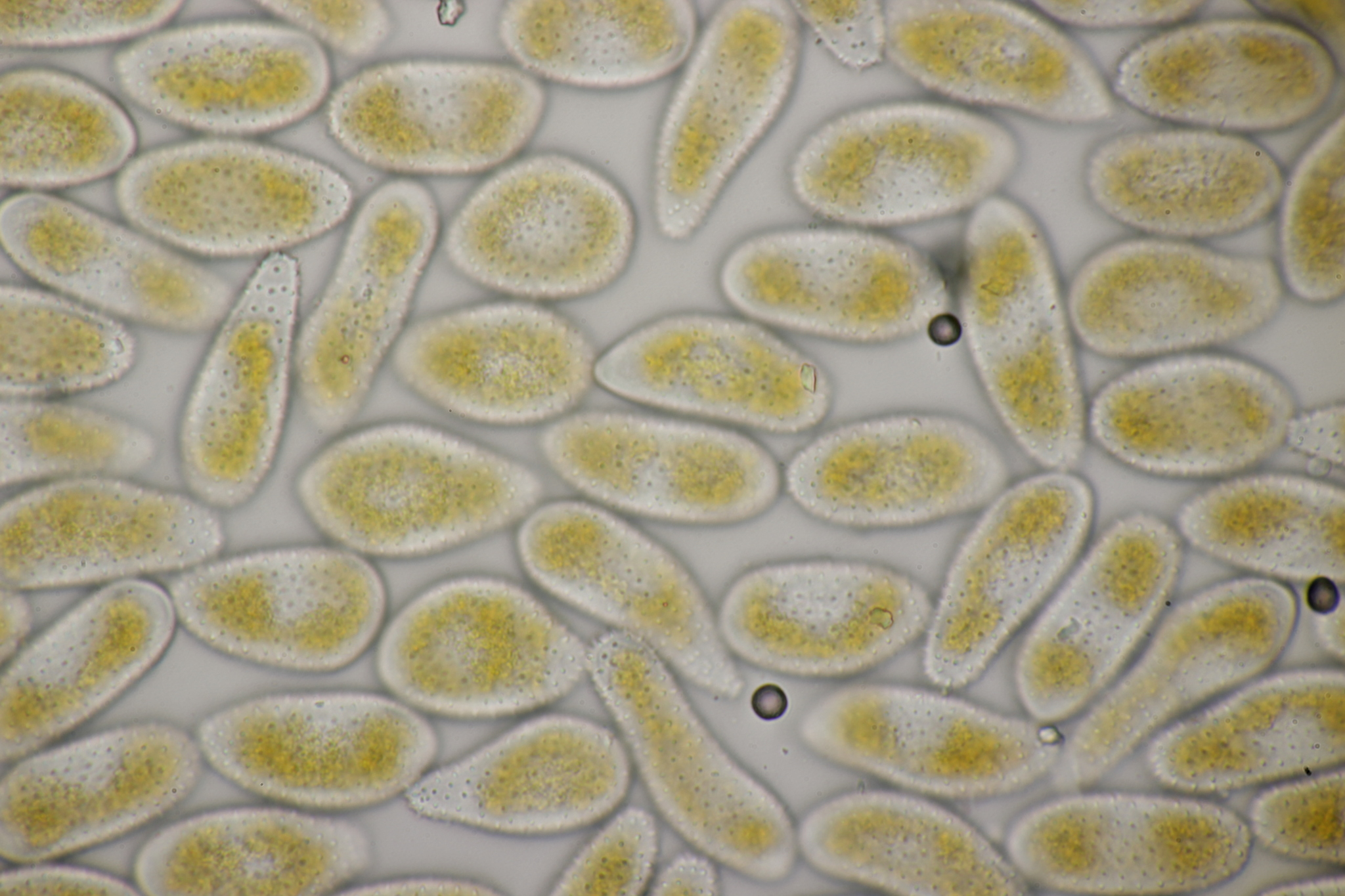
Urediniosporen
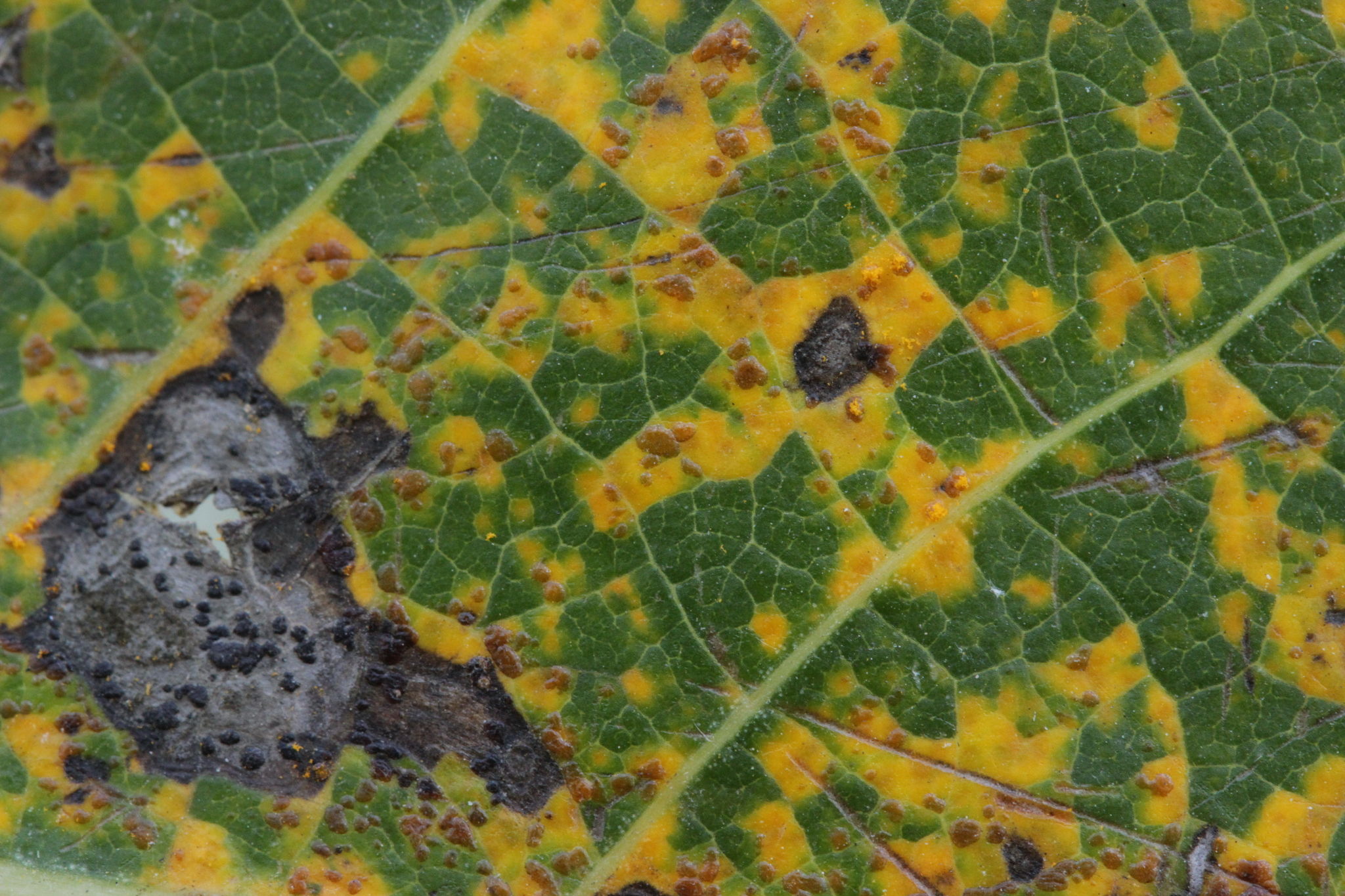
Telia
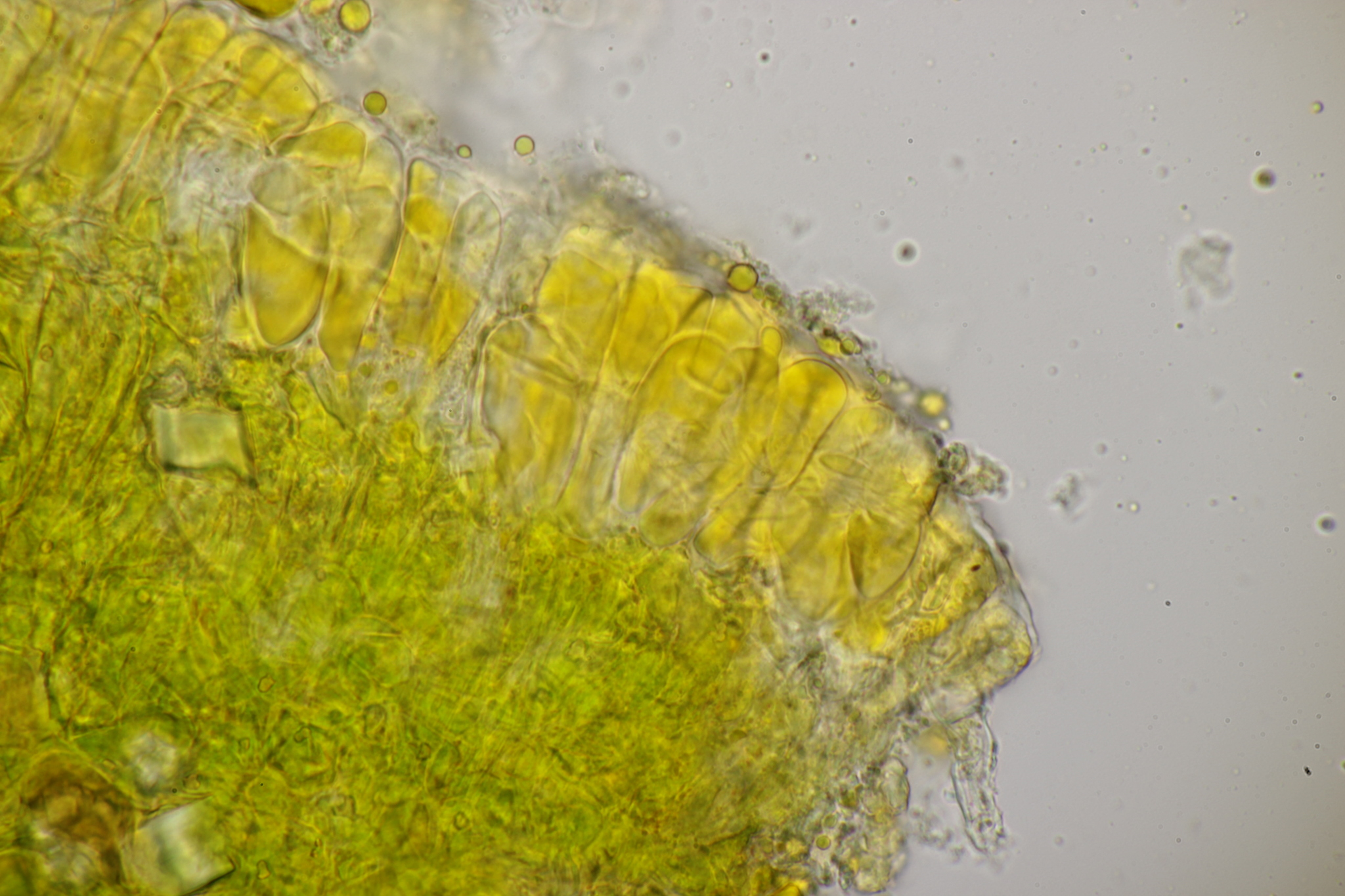
Teliosporen

## Waardplanten
- Allium ascalonicum (Sjalot)
- Allium carinatum (Berglook)
- Allium cepa (Ui)
- Allium ericetorum
- Allium sativum (Knoflook)
- Allium schoenoprasum (Bieslook)
- Allium sphaerocephalon (Kogellook)
- Allium ursinum (Daslook)
- Allium vineale (Kraailook)
- Arum elongatum
- Arum italicum (Italiaanse aronskelk)
- Arum maculatum (Gevlekte aronskelk)
- Arum orientale
- Leopoldia comosa (Kuifhyacint)
- Populus alba (Witte abeel)
- Populus balsamifera (Ontariopopulier)
- Populus ×canadensi (Canadapopulier)
- Populus carolinensis
- Populus fremontii
- Populus nigra & var. italica (Zwarte populier)
- Populus simonii (Chinese balsempopulier)